# Fruchtzwerge
Fruchtzwerge ist der Markenname eines Milchprodukts, welches in den 1980er Jahren unter dem Firmennamen Gervais, seit den 1990er Jahren unter dem Firmennamen Danone vertrieben wird. Es handelt sich dabei um einen Frischkäse
mit Fruchtzubereitung. Zielgruppe sind vor allem Kinder und Jugendliche.
| Nährwerte *Stand Januar 2025     | Fruchtzwerge Deutschland und Österreich je 100 g (2 Becher) |
| -------------------------------- | ----------------------------------------------------------- |
| Energiewert                      | 378 kJ (90 kcal)                                            |
| Protein                          | 6,3 g                                                       |
| Kohlenhydrate davon Zucker       | 10,5 g 9,8 g                                                |
| Fett davon gesättigte Fettsäuren | 2,5 g 1,6 g                                                 |
| Calcium                          | 180 mg                                                      |
| Vitamin D                        | 1,5 µg                                                      |

## Inhaltsstoffe und Rezeptur
Nach Herstellerangaben besteht die verwendete Fruchtzubereitung u. a. aus Früchten, die mit Stärke und Guarkernmehl angedickt werden. Der Fruchtanteil beträgt 6 %; die zugesetzten Aromen sind natürlich. Fruchtzwerge werden mit Zucker gesüßt. Sie sind glutenfrei, enthalten weder Farbstoffe, Gelatine noch Süßstoffe und sind ohne Zusatz von Konservierungsstoffen.
Fruchtzwerge enthalten nach der erneuten Rezepturveränderung (Mai 2009) 240 mg Calcium pro 100 g (im Vergleich: 100 g normale Vollmilch enthalten circa 120 mg Calcium). Seit Ende August 2008 enthalten Fruchtzwerge eine zugesetzte Menge an Vitamin D. Diese liegt im Jahr 2025 bei 1,5 µg pro 100 g (= 2 Becher). Das entspricht 30 Prozent des empfohlenen Tagesbedarfs an Vitamin D, das über die Nahrung aufgenommen werden soll.

### Rezepturgeschichte
Seit der Markteinführung Anfang der 1980er Jahre wurde die Rezeptur der Fruchtzwerge mehrmals überarbeitet und der Zuckergehalt um insgesamt 40 % reduziert. Der Fettgehalt von Fruchtzwerge wurde seit 1981 von 7,8 Prozent auf heute (2025) 2,5 Prozent reduziert, der Kohlenhydratgehalt von ursprünglich 16,9 Prozent auf aktuell 10,5 Prozent. Daneben gibt es auch eine weniger süße Variante mit 9,1 Prozent Kohlenhydraten, die 8,4 Prozent Zucker enthält. Zudem wurde die Rezeptur dahingehend geändert, dass der Anteil an Vitamin D erhöht wurde.

### Verpackung
Für die Herstellung der Becher nutzt Danone die Form-Fill-Seal-Technologie (FFS). Das Verfahren ermöglicht, dass beispielsweise Transport-Stabilität und Hygiene eingehalten werden,    während gleichzeitig so wenig Verpackungsmaterial wie geeignet eingesetzt wird.

## Kontroverse
In der Vergangenheit kritisierten Verbraucherschützer die Werbung für Fruchtzwerge. Der Hersteller bewarb aktiv die Verwendung von Traubenfruchtsüße anstelle von Kristallzucker, obwohl es ernährungsphysiologisch zwischen den beiden Zuckerarten keinen Unterschied gibt. Beide setzen sich aus einem ähnlichen Verhältnis von Glucose und Fructose zusammen. In Österreich bezeichnete das Oberlandesgericht Wien diese Werbung für Fruchtzwerge in einem Urteil vom Dezember 2005 als irreführend.